# منطقة مركز الرقة
منطقة الرقة منطقة سورية إدارية تتبع محافظة الرقة ومركزها مدينة الرقة، بلغ تعداد سكان المنطقة 503,960 نسمة حسب التعداد السكاني لعام 2004.

## نواحي منطقة الرقة
- ناحية مركز الرقة
- ناحية السبخة
- ناحية الكرامة
- ناحية معدان

## أعلام
- أويس القرني المرادي